# Nilus massajae
Nilus massajae là một loài nhện trong họ Pisauridae. Chúng được miêu tả năm 1883 bởi Pavesi.